# Kubota Spears Funabashi Tokyo-Bay
Pour les articles homonymes, voir Kubota (homonymie) et Spears.
Maillots
Actualités
Dernière mise à jour : 30 octobre 2015.
Les Kubota Spears Funabashi Tokyo-Bay sont une équipe japonaise de rugby à XV, basée à Funabashi. Ils participent à la Top League.

## Histoire
Pour la saison 2022, le club adopte le nom de Kubota Spears Funabashi Tokyo-Bay. Si la base de l'équipe reste à Funabashi, l'équipe évoluera au Edogawa Stadium (en) de Tokyo et au ZA Oripri Stadium (en) d'Ichihara.

## Palmarès
- Vainqueur du Championnat du Japon en 2022-2023
- Champion de Top League Est A en 2012

## Personnalités du club

### Joueurs emblématiques et célèbres
- Isaia Toeava
- Ryan Crotty
- Joe Roff
- Toutai Kefu
- Sam Norton-Knight
- Hugh McMeniman
- Bernard Foley
- Keegan Daniel
- Lionel Mapoe
- Malcolm Marx
- Seilala Mapusua
- Kurt Morath
- Willie Ofahengaue
- Michael Broadhurst
- Harumichi Tatekawa

### Effectif 2024-2025
(c) pour le capitaine, Gras pour un joueur international

## Source de la traduction
- (en) Cet article est partiellement ou en totalité issu de l’article de Wikipédia en anglais intitulé « Kubota Spears » (voir la liste des auteurs).